# Liste der Baudenkmale in Nottensdorf
In der Liste der Baudenkmale in Nottensdorf  sind alle Baudenkmale der niedersächsischen Gemeinde Nottensdorf aufgelistet. Die Quelle der Baudenkmale ist der Denkmalatlas Niedersachsen. Der Stand der Liste ist der 15. Dezember 2021.

## Allgemein
In den Spalten befinden sich folgende Informationen:
- Lage: die Adresse des Baudenkmales und die geographischen Koordinaten. Kartenansicht, um Koordinaten zu setzen. In der Kartenansicht sind Baudenkmale ohne Koordinaten mit einem roten Marker dargestellt und können in der Karte gesetzt werden. Baudenkmale ohne Bild sind mit einem blauen Marker gekennzeichnet, Baudenkmale mit Bild mit einem grünen Marker.
- Bezeichnung: Bezeichnung des Baudenkmales
- Beschreibung: die Beschreibung des Baudenkmales. Unter § 3 Abs. 2 NDSchG werden Einzeldenkmale und unter § 3 Abs. 3 NDSchG Gruppen baulicher Anlagen und deren Bestandteile ausgewiesen.
- ID: die Objekt-ID des Baudenkmales
- Bild: ein Bild des Baudenkmales, ggf. zusätzlich mit einem Link zu weiteren Fotos des Baudenkmals im Medienarchiv Wikimedia Commons. Wenn man auf das Kamerasymbol klickt, können Fotos zu Baudenkmalen aus dieser Liste hochgeladen werden:

## Nottensdorf

### Gruppe: Gutshof von Düring
Die Gruppe hat die ID 30899932. Die Gutsanlage von Düring besteht aus dem Gutshaus und Gutspark sowie einer Fachwerkremise. Das Grundstück ist in großen Teilen durch eine historische Feldsteinmauer eingefriedet.

| Lage                                      | Bezeichnung         | Beschreibung | ID       | Bild |
| ----------------------------------------- | ------------------- | --- | -------- | ---- |
| Am Gutspark 3 53° 28′ 59″ N, 9° 36′ 14″ O | Gutshaus von Düring | Zweigeschossiger Backsteinbau, 1927 nach Entwurf von Fritz Höger. Nach dem Blitzeinschlag in das alte Gutshaus am 9. Oktober 1926 Auftrag der Gutsherrin Thekla von Düring an den befreundeten Hamburger Architekten. Richtfest am 3. Juni 1927, Einzug am 15. November 1927. | 30926301 |      |
| Am Gutspark 3 53° 28′ 57″ N, 9° 36′ 12″ O | Remise              | Traufständiger, eingeschossiger Fachwerkbau mit Backsteinausfachung, unter ziegelgedecktem Halbwalmdach. Errichtet als Remise des Gutes von Düring im 19. Jahrhundert. | 30926282 |      |
| Am Gutspark 5 53° 28′ 57″ N, 9° 36′ 17″ O | Park                | Die Parkanlage des Gutes von Düring liegt größtenteils östlich des Gutshauses; eingefasst ist sie von einer Feldsteinmauer. Jenseits des Thekla-von-Düring-Wegs schließt sich ein Laubwaldgebiet an.                                                                          | 30926319 |      |

### Einzelbaudenkmale
| Lage                                          | Bezeichnung               | Beschreibung | ID       | Bild |
| --------------------------------------------- | ------------------------- | --- | -------- | ---- |
| Schäferstieg 53° 29′ 13″ N, 9° 36′ 3″ O       | Friedhof Nottensdorf      | Historischer Teil des Friedhofs von Nottensdorf auf nahezu quadratischem Grundriss mit altem Baumbestand sowie einigen erhaltenen Grabmalen des 19. und 20. Jahrhunderts - so der Grabanlage der Familie von Düring, die aus mehreren, von einem Eichenhain beschatteten Sandsteinstelen besteht, im Nordosten des alten Friedhofs.                | 30926373 |      |
| Schäferstieg 53° 29′ 11″ N, 9° 36′ 4″ O       | Gefallenendenkmal         | Denkmal aus drei Granitplatten auf Sandsteinsockel. Inschriftlich die Namen der Gefallenen von Nottensdorf beider Weltkriege. Errichtet 1955. | 30926356 |      |
| Alte Dorfstraße 15 53° 29′ 1″ N, 9° 36′ 1″ O  | Stall                     | Giebelständiger Fachwerkbau mit Backsteinausfachung, unter reetgedecktem Satteldach, nach Osten mit tief herabgezogenem Walm. Kräftige durch ein Innenkopfband ausgesteifte Hauptständer mit sichtbaren Rähmköpfen, breite liegende Gefache; Westfassade massiv in Backstein. Errichtet als Schafstall in der zweiten Hälfte des 18. Jahrhunderts. | 30926245 |      |
| Alte Dorfstraße 28 53° 29′ 6″ N, 9° 35′ 59″ O | Wohn-/ Wirtschaftsgebäude | Traufständiger Zweiständerbau in Fachwerk mit Backsteinausfachung, unter reetgedecktem Walmdach. Kräftige durch ein Innenkopfband ausgesteifte Hauptständer mit sichtbaren Rähmköpfen, breite liegende Gefache. Errichtet 1787 (i). | 30926263 |      |
| Alte Dorfstraße 36 53° 29′ 8″ N, 9° 36′ 1″ O  | Schopskoben               | Fachwerkbau mit Backsteinausfachung unter reetgedecktem Walmdach; mit Ankerbalkenkonstruktion. Errichtet als Hofschafstall um 1790. | 30926208 |      |
| Am Walde 53° 29′ 4″ N, 9° 36′ 40″ O           | Grabstelle Hans Much      | Grabmal für Hans Much in Form einer kreisrunden Findlingsmauer, gefüllt mit einem Erdwall, darauf ein unbehauener Findling. Entworfen von Fritz Höger 1932, allerdings stark verändert ausgeführt. | 30926337 |      |
| Fischerhof 2 53° 29′ 9″ N, 9° 36′ 14″ O       | Wohn-/ Wirtschaftsgebäude | Giebelständiger Zweiständerbau in Fachwerk mit Backsteinausfachung, unter reetgedecktem Walmdach. Mit einer straßenseitigen Vorderkübbung unter tief herabgezogenem Schleppwalm. Ost- und Teile der Nordfassade massiv in Backstein erneuert. Errichtet im 18. Jahrhundert.                                                                        | 30926174 |      |
| Fischerhof 14 53° 29′ 19″ N, 9° 36′ 29″ O     | Wohnhaus                  | Zweiständerhaus aus Fachwerk mit Backsteinausfachung, unter reetgedecktem Halbwalmdach. Errichtet als Wohnhaus des Fischermeisters der Gutsteichwirtschaft in der zweiten Hälfte des 19. Jahrhunderts. | 30926191 |      |